# Akodon toba
Akodon toba је врста глодара из породице хрчкова (лат. Cricetidae). 

## Распрострањење
Ареал врсте је ограничен на мањи број држава. Врста је присутна у следећим државама: Аргентина, Боливија и Парагвај.

## Угроженост
Ова врста је наведена као последња брига, јер има широко распрострањење и честа је врста.